# Microcreagris laurae
Microcreagris laurae är en spindeldjursart som beskrevs av Chamberlin 1930. Microcreagris laurae ingår i släktet Microcreagris och familjen helplåtklokrypare. Inga underarter finns listade i Catalogue of Life.